# Mike Bezdicek
Mike Bezdicek (* 28. Juni 1968 in Freiberg) ist ein ehemaliger deutscher Handballspieler. Seine Spielposition war am Kreis.

## Karriere
In der Jugend spielte der 2,06-Meter-großgewachsene Bezdicek bei KJS Leipzig. 1986 kam er zum Bundesligisten TuS Hofweier. Nach drei Jahren ging er zum TBV Lemgo. Nach fünf Spielzeiten verließ er Lemgo und ging für eine Saison zum SV Hameln. Die folgenden drei Jahre in Lemgo sollten die erfolgreichsten in seiner Karriere werden.  Nach dem Sieg im Europapokal der Pokalsieger 1996 holte er mit den Ostwestfalen 1997 den DHB-Pokal, die Meisterschaft und den DHB-Supercup. 1998 verließ er Lemgo und hatte in der Folgezeit nur kurze Engagements bei verschiedenen Erstligisten. Nachdem ihm der THW Kiel 2001 fristlos gekündigt hatte, ging er nach drei Jahren bei GWD Minden wieder für eine Saison nach Lemgo.
In insgesamt 413 Bundesligaspielen erzielte er 774 Feldtore (davon ein Siebenmetertor). Für die Nationalmannschaft, mit der er an den Olympischen Sommerspielen 2000 in Sydney teilnahm, bestritt Bezdicek 86 A-Länderspiele, in denen er 98 Tore warf.
Ab der Saison 2008/09 trainierte Bezdicek den jetzigen Verbandsligisten TSG Harsewinkel. Er spielte von 2007 bis 2009 beim niedersächsischen Verbandsligisten MTV Obernkirchen. Ab Januar 2013 trainierte er den MTV Rohrsen und war zusätzlich bis zum Saisonende 2012/13 noch bei der TSG Harsewinkel tätig. Nachdem Bezdicek im März 2014 vom MTV Rohrsen beurlaubt wurde, übernahm er kurz darauf das Traineramt vom MTV Obernkirchen.
In der Saison 2015/16 trainierte er die erste Damenmannschaft von Handball Bad Salzuflen (3. Liga). Im Sommer 2017 übernahm er den Landesligisten HSG Fuhlen/Hessisch Oldendorf.